# Ctenitis desvauxii
Ctenitis desvauxii är en träjonväxtart som först beskrevs av Georg Heinrich Mettenius och Oskar Kuhn, och fick sitt nu gällande namn av Tard. Ctenitis desvauxii ingår i släktet Ctenitis och familjen Dryopteridaceae. Inga underarter finns listade.